# Fontaine Stortorget

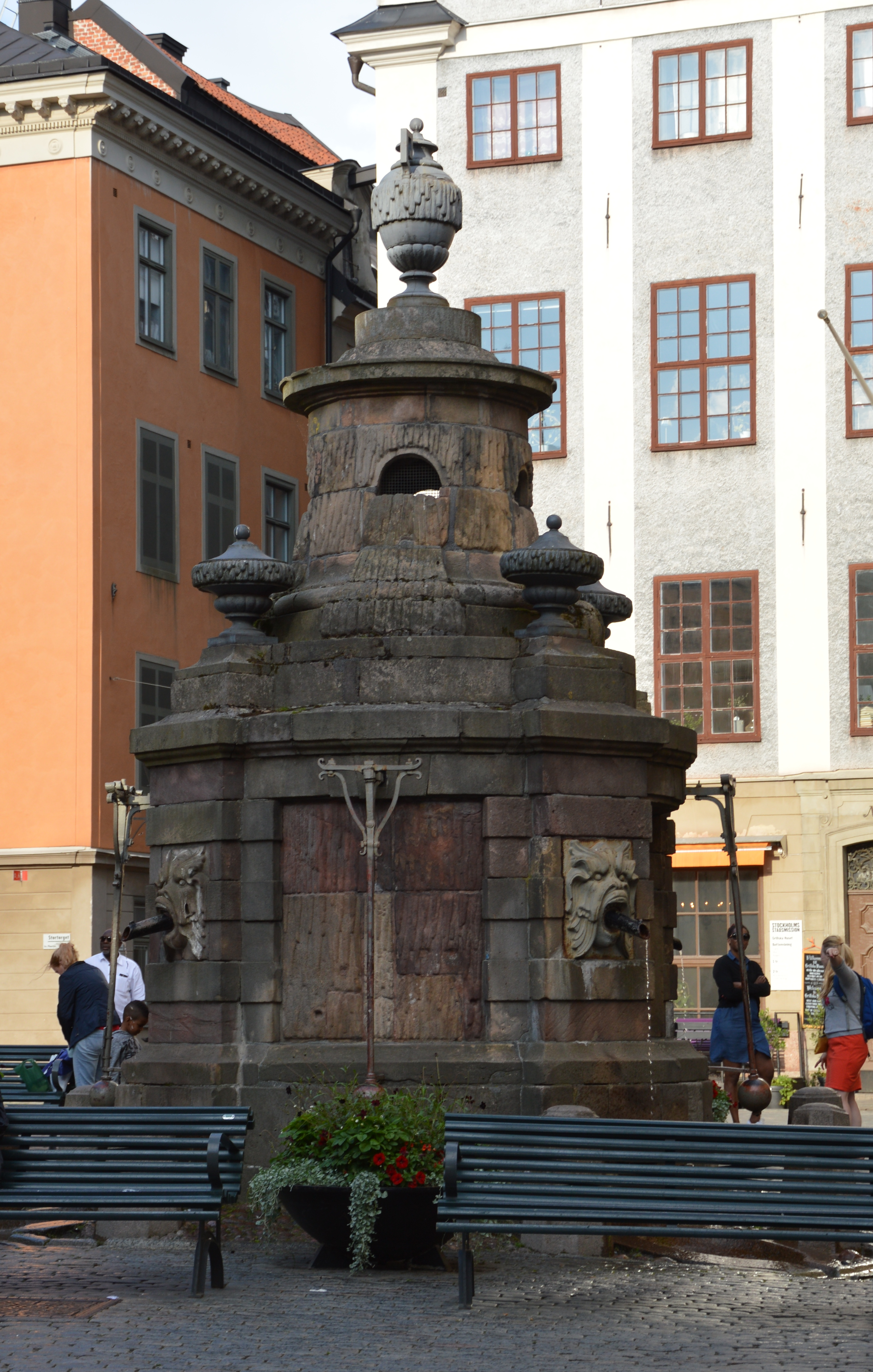
Fontaine sur le Stortorget

La Fontaine Stortorget est une fontaine dans la vieille ville historique de Stockholm Gamla Stan.
Elle est située dans la partie sud de la place Stortorget, la grande place dans la partie nord de la vieille ville, qui lui donne son nom.
La fontaine a été construite en 1778 par Erik Palmstedt . Elle servait à approvisionner la population en eau et possède une poignée en fer forgé sur chacun des quatre côtés de la fontaine et une gueule en forme de tête de lion d'où sort l'eau. La fontaine est couronnée d'une urne.

## Liens web
- Informations sur les œuvres d'art à Gamla Stan